# Táxis do Marne

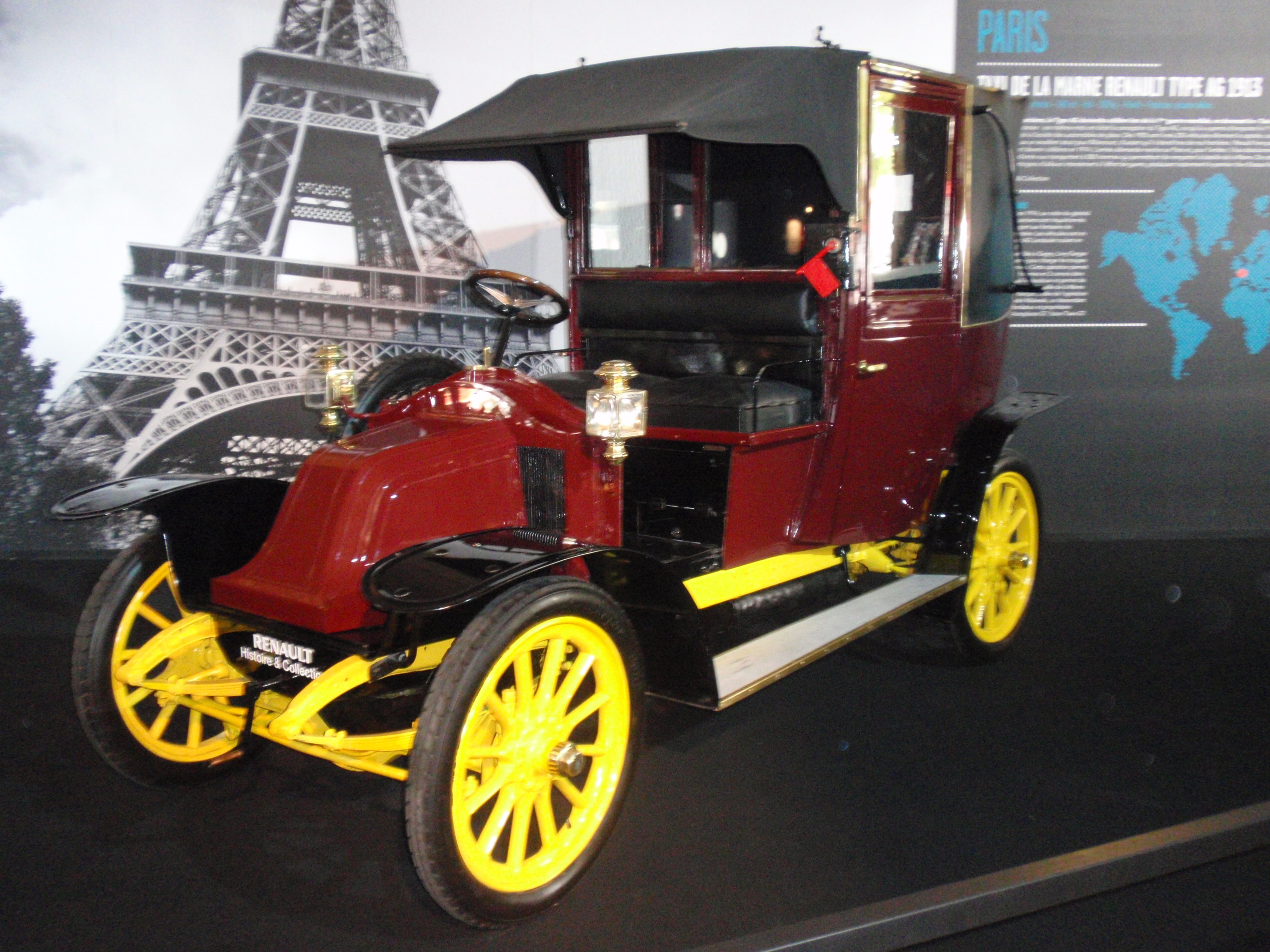
Um dos táxis de Paris, Renault Type AG/Type AG-1, que levaram os soldados para a frente de batalha e ficaram depois conhecidos como "Taxis de la Marne".

Os Táxis do Marne (em francês: Taxis de la Marne) estiveram no centro de um episódio histórico que teve lugar na Primeira Batalha do Marne, no fim do Verão de 1914. Na invasão alemã do começo da Primeira Grande Guerra, humildes táxis civis impediram e ajudaram a salvar a conquista da capital. Atualmente, contudo, alguns historiadores questionam a real importância destes taxis para o desfecho na luta no Marne.
Nos primeiros dias de setembro de 1914, as tropas alemãs chegaram aos arredores de Sena e Marne, ficando a cerca de 40 quilômetros a nordeste de Paris.
O estado-maior francês tinha de encontrar uma solução para enviar rapidamente tropas frescas para conter o avanço alemão. Requisitou, então, os táxis de Paris, que, ao longo dos dias 7 e 8 de Setembro, dia e noite, transportaram os soldados de infantaria franceses da capital para a frente de batalha. 
Estes automóveis, que foram fabricados pela Renault entre 1905 e 1910 para serem usados como táxis em Paris, ficaram conhecidos, desde este episódio como os “ Táxis do Marne”.